# Народно-трудовий союз України
«Народно-трудовий союз України», скор. НТСУ - українська політична партія лівоцентристського типу, зареєстрована Мінюстом 11 квітня 2006 р. під 130-м порядковим номером. Партія бере участь у парламентських виборах 2012 р. Девіз - «За гідність кожного і добробут усіх».

## Історія
Установчий з'їзд політичної партії «Народно-трудовий союз України» (НТСУ), як партії лівоцентристського типу, відбувся 11 квітня 2006 р. Тоді ж Міністерство юстиції України під 130-м порядковим номером зареєструвало нову політичну партію – Народно-трудовий союз України (НТСУ).
Оргкомітет зі створення партії створено у жовтні 2005-го. У листопаді у всіх регіонах України розпочали діяльність ініціативні групи зі збору підписів на її підтримку. В підсумку було зібрано понад 18 тисяч підписів громадян. З листопада 2005 по лютий 2006-го Оргкомітет формував ідеологічні засади партії, працював над оформленням документів, необхідних для проведення установчого з’їзду та реєстрації в Міністерстві юстиції України – Статуту й Програми.
Другий з'їзд НТСУ відбувся 21 серпня 2010-го в Луганську, де головою партії обрано народного депутата України, доктора соціологічних наук, професора Валентина Сергійовича Зубова.
У лютому 2011 р. в місті Черкаси відбувся підготовчий пленум ЦК НТСУ з розгляду нової редакції Програми та Статуту партії, які готувалися для обговорення та затвердження на Третьому позачерговому з'їзді партії. Документи були обговорені і затверджені Третім позачерговим з'їздом НТСУ в березні 2011-го.
Партія бере участь у парламентських виборах 2012 р.